# جورج جي. كوكس
جورج جي. كوكس (بالإنجليزية: George G. Cox)‏ هو فلاح وسياسي أمريكي، ولد في 24 نوفمبر 1842، وتوفي في 19 فبراير 1920. حزبياً، نشط في الحزب الجمهوري. وقد انتخب عضو جمعية ولاية ويسكونسن.